# 1753年の相撲
1753年の相撲（1753ねんのすもう）は、1753年の相撲関係のできごとについて述べる。

## 興行
- 5月場所（大坂相撲）[1]
  - 興行場所:大坂南堀江
- 5月場所（京都相撲）[2]
  - 興行場所:川東二条上ル
- 7月場所（京都相撲）[2]
  - 興行場所:祇園北林